# Placca di Okinawa

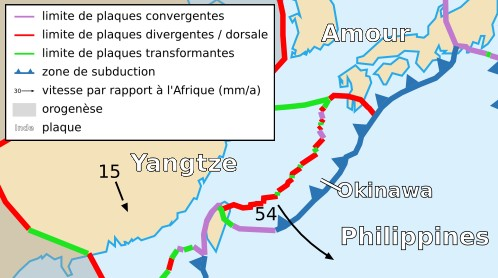
Collocazione della placca di Okinawa

La placca di Okinawa  è una microplacca tettonica della litosfera terrestre. Ha una superficie di 0,00802 steradianti ed è associata alla placca euroasiatica.
Deriva il suo nome dall'arcipelago delle isole di Okinawa.

## Caratteristiche
È situata nella parte sud-orientale dell'Asia, e copre la parte sud-est del Mar Cinese Orientale, le isole Ryūkyū e l'estremo sud dell'isola di Kyūshū.
La placca di Okinawa è in contatto con la placca dello Yangtze, la placca delle Filippine e la placca dell'Amur. I suoi margini con le altre placche sono formati dalla fossa delle Ryūkyū a est e dal canale di Okinawa a ovest.
La placca si sposta con una velocità di rotazione di 2,853° per milione di anni secondo un polo euleriano situato a 48°35' di latitudine nord e 142°42' di longitudine est.